# Lina Beck-Meyenberger
Lina Beck-Meyenberger (* 30. November 1892 in Wil SG; † 21. April 1988 in Sursee) war eine Schweizer Lehrerin und Frauenrechtlerin.

## Biografie

### Ausbildung und Beruf
Beck-Meyenberger besuchte das Lehrerinnenseminar in Menzingen und arbeitete als Privatlehrerin in Athen.

### Gesellschaftliches Engagement
Beck-Meyenberger gründete 1940 den Surseer Fürsorgeverein und war Mitglied der UNESCO-Kommission. Von 1941 bis 1957 war sie Zentralpräsidentin des Schweizerischen Katholischen Frauenbundes. Ab 1945 öffnete sie den SKF vermehrt gegenüber anderen Frauenverbänden. Lina Beck-Meyenberger setzte sich offen für das Frauenstimmrecht ein, als diese Haltung im SKF noch keine Mehrheit fand.

### Privates
Beck-Meyenberger war ab 1916 mit dem Luzerner Grossrat Julius Beck verheiratet, der sich ebenfalls für das Frauenstimmrecht engagierte. Sie war Mutter zweier Töchter.

## Werke
- Die Familien Beck ab Beckenhof in Sursee vom 16.–20. Jahrhundert. R. Beck, Sursee 1984.